# Calorímetro

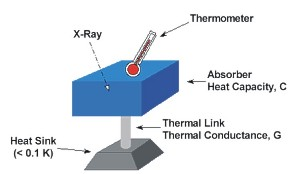

El calorímetro es un instrumento que sirve para medir las cantidades de calor suministradas o recibidas por los cuerpos. Es decir, sirve para determinar el calor específico de un cuerpo así como para medir las cantidades de calor que liberan o absorben los cuerpos.
El tipo de calorímetro de uso más extendido consiste en un envase cerrado y perfectamente aislado con agua, un dispositivo para agitar y un termómetro. Se coloca una fuente de calor en el calorímetro, se agita el agua hasta lograr el equilibrio, y el aumento de temperatura se comprueba con el termómetro. Si se conoce la capacidad calorífica del calorímetro (que también puede medirse utilizando una fuente corriente de calor), la cantidad de energía liberada puede calcularse fácilmente. Cuando la fuente de calor es un objeto caliente de temperatura conocida, el calor específico y el calor latente pueden ir midiéndose según se va enfriando el objeto. El calor latente, que no está relacionado con un cambio de temperatura, es la energía térmica desprendida o absorbida por una sustancia al cambiar de un estado a otro, como en el caso de líquido a sólido o viceversa. Cuando la fuente de calor es una reacción química, como sucede al quemar un combustible, las sustancias reactivas se colocan en un envase de acero pesado llamado bomba. Esta bomba se introduce en el calorímetro y la reacción se provoca por ignición, con ayuda de una chispa eléctrica.
Los calorímetros suelen incluir su equivalente, para facilitar cálculos. El equivalente en agua del calorímetro es la masa de agua que se comportaría igual que el calorímetro y que perdería igual calor en las mismas circunstancias. De esta forma, solo hay que sumar al agua la cantidad de equivalentes.
El nombre del calorímetro se debe a Antoine Lavoisier. En 1780, utilizó un conejillo de indias en sus experimentos con este dispositivo para medir la producción de calor. El calor de la respiración del conejillo de indias fundía la nieve que rodeaba el calorímetro, mostrando que el intercambio de gas respiratorio es una combustión, similar a una vela encendida.

## Calorímetro de carga seca
En comparación con los instrumentos posteriores la precisión era muy modesta con una incertidumbre de 2 % para la versión coaxial y 1 a 2,5 % para las versiones de guía de ondas. No obstante, estos diseños establecieron la dirección general para los siguientes instrumentos.
Nueva precisión en cargas y conectores desarrollados en los años 60 llevaron a una nueva generación de calorímetros coaxiales con mejor rendimiento e incertidumbre debajo de 0,5 % para frecuencias mayores de los 8 GHz.
Los calorímetros operan a niveles de potencia entre 100 mW y 10 W respectivamente.
La carga de un calorímetro es un elemento crítico. Es deseable que ésta pueda ser acoplada eléctricamente y que tenga un muy pequeño error de equivalencia, que es igual a la rf disipada y a la potencia dc que pueden producir la misma lectura de temperatura.
Componentes esenciales: 
- la carga donde la potencia es disipada.
- línea de transmisión aislada isotérmicamente la cual conecta la entrada a la carga.
- un sensor de temperatura.

### Funcionamiento básico
Muchos calorímetros utilizan el principio de carga dual, en el cual una absorbe mientras que la segunda actúa como temperatura de referencia: mientras más aumenta el calor, lo mismo pasa con la temperatura.
El sensor de temperatura registra la diferencia entre las temperaturas de las dos cargas.
En teoría, los efectos de las fluctuaciones de la temperatura externa se cancelan debido a la simetría. Sin embargo, si los alrededores no tienen una temperatura uniforme, el gradiente de temperatura puede causar error.
El elemento de absorción de la carga es usualmente un thin film resistor, aunque dieléctricos de bajas pérdidas son usados para las versiones de guías de ondas. El sensor de temperatura es montado en el lado de afuera de la carga en una posición donde no es influenciado directamente por los campos electromagnéticos. Siendo ésta una de las características distintivas de un calorímetro y es esencial para su alta precisión.

### Efecto Peltier
Consiste en que la circulación de corriente en un sentido produce un calentamiento y al circular en el otro sentido produce un enfriamiento.

## Microcalorímetro
Es el tipo de calorímetro más usado. Estrictamente hablando, no es un medidor de potencia pero es un instrumento para determinar la eficiencia efectiva de un montaje bolométrico.
Fue originalmente inventado para la calibración de metal wire bolometers, pero termistores y películas bolométricas también pueden ser calibradas por este método.

### Funcionamiento
Antes de comenzar la medición, el montaje bolométrico es insertado dentro del calorímetro, donde actúa como la carga, cuando la medición es completada el bolómetro es removido y entonces puede ser usado como una referencia calibrada.

### Procedimiento de calibración
El puente suple una dc para mantener la resistencia del elemento bolómetro a un valor especificado r. Antes de comenzar la medición rf la sensitividad g1 de la termopila es determinada (v/w) notando la subida en voltaje de salida de la termopila cuando la dc es aplicada.
Cuando la potencia rf es aplicada, la potencia disipada en el elemento es mantenida constante por el puente, pero la potencia es disipada adicionalmente en las paredes y en cualquier otro lugar del montaje.

## Calorímetro de flujo
La potencia es medida a través del calor de un fluido que fluye a través de la carga. Una indicación de la potencia es dada por la subida en la temperatura del fluido pasando del orificio de entrada al de salida.

### Características
Las versiones de guías de ondas utilizan como fluido de trabajo agua. Mientras que el coaxial utiliza aceite y es construido para bajas frecuencias. Aire también puede ser usado, pero el uso de gases crea un problema adicional a causa del calor debido a la compresibilidad.
Los calorímetros de flujo pueden manejar mayores potencias que los tipos estáticos. Su principal aplicación es para potencias de muchos watts. Para medir las subidas de temperatura en un calorímetro usualmente se emplean termopilas, termómetros de resistencia y algunas veces termistores.